# Caßdorf
Caßdorf ist ein Stadtteil von Homberg (Efze) im nordhessischen Schwalm-Eder-Kreis.

## Geographische Lage
Der Ort liegt in Nordhessen rund 3 km südwestlich von Homberg in den Nordausläufern des Knüllgebirges. Durchflossen wird es vom Ohebach, der unweit nördlich in die Efze mündet. Durch das Dorf führt die Landesstraße 3384, am östlichen Ortsrand führt die Bundesstraße 254 vorbei.

## Geschichte

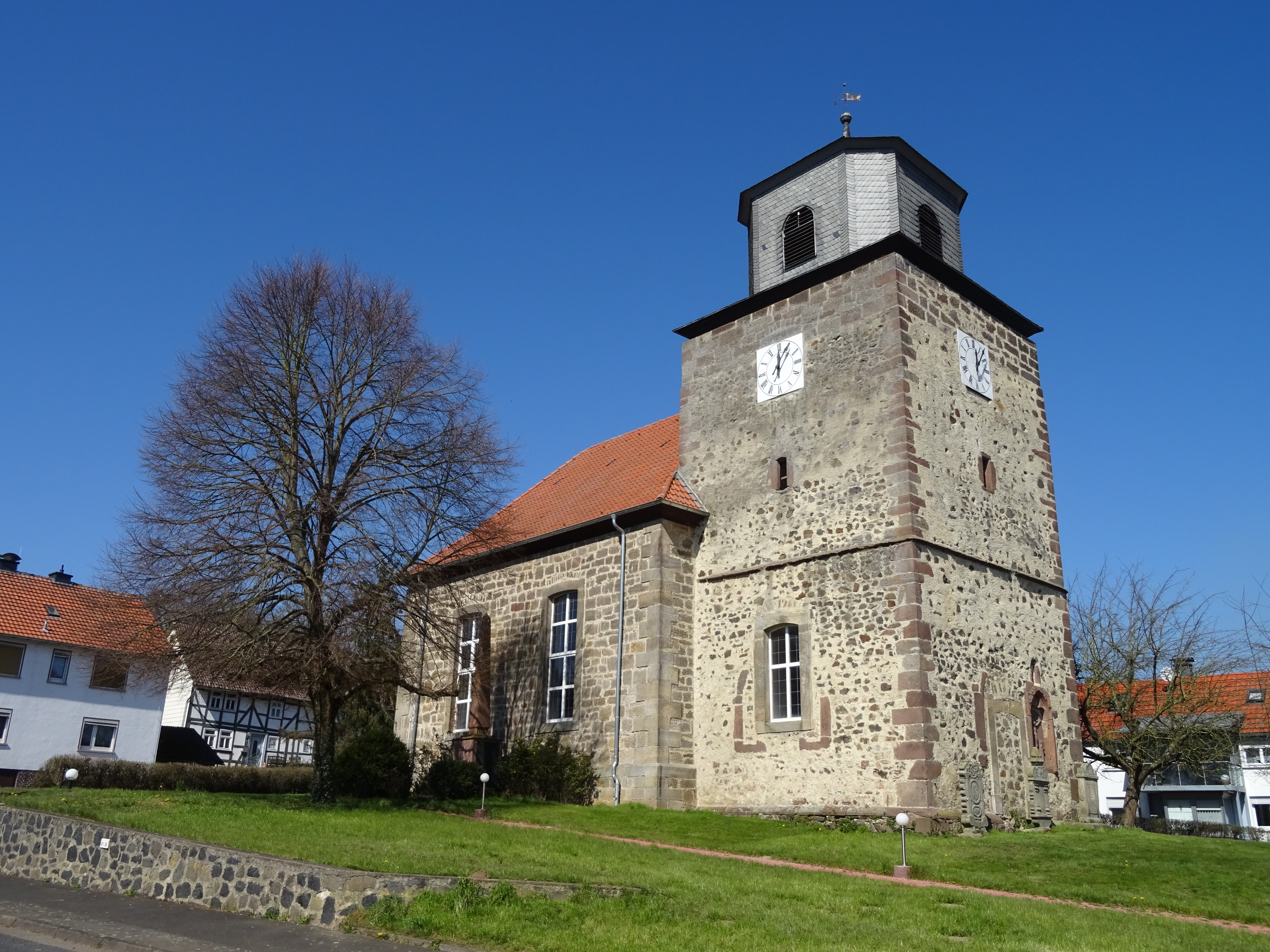
Evangelische Kirche Caßdorf

Archäologische Funde lassen auf eine Besiedlung bereits im 8. Jahrhundert schließen.
Die älteste bekannte schriftliche Erwähnung von Caßdorf erfolgte im Jahr 1145 unter dem Namen Castorf in einer Urkunde des Erzbistums Mainz.
In historischen Dokumenten ist der Ort unter folgenden Ortsnamen belegt (jeweils mit dem Jahr der Erwähnung): 1145 Castorf, 1209 Castorp, 1221 Casdorf, 1231 Kastdorf, 1238 Kastdorp, 1249 Casttrof, 1303 Kalisdorff, 1306 Castorph, 1310/15 Kastorph, 1388 Castorff, 1496 Caßdurff, 1520 Kasterff, 1559 Caßdorf, 1563 Casturff.
Früher gab es in der Gemarkung drei Mühlen. Um 1490 gab es im Dorf 13 wehrhafte Männer sowie sieben Pflüge, und 15 Fastnachtshühner mussten jährlich als Abgabe abgeführt werden.
Zum 31. Dezember 1971 wurde die bis dahin selbständige Gemeinde Caßdorf im Zuge der Gebietsreform in Hessen der Stadt Homberg, Bezirk Kassel, heute Homberg (Efze), auf freiwilliger Basis als Stadtteil eingegliedert. Für Caßdorf, wie auch für alle anderen in die Kreisstadt Homberg (Efze) eingegliederten ehemals selbständigen Gemeinden (Stadtteile), wurden Ortsbezirke mit Ortsbeirat und Ortsvorsteher nach der Hessischen Gemeindeordnung gebildet.

## Bevölkerung

### Einwohnerstruktur 2011
Nach den Erhebungen des Zensus 2011 lebten am Stichtag, dem 9. Mai 2011, in Caßdorf 555 Einwohner. Darunter waren 9 (= 1,6 %) Ausländer.
Nach dem Lebensalter waren 84 Einwohner unter 18 Jahren, 228 zwischen 18 und 49, 117 zwischen 50 und 64 und 129 Einwohner waren älter. Die Einwohner lebten in 237 Haushalten. Davon waren 60 Singlehaushalte, 81 Paare ohne Kinder und 63 Paare mit Kindern, sowie 30 Alleinerziehende und 6 Wohngemeinschaften. In 48 Haushalten lebten ausschließlich Senioren und in 147 Haushaltungen lebten keine Senioren.

### Einwohnerentwicklung
| Quelle: Historisches Ortslexikon |                                                              |
| • um 1490:                       | 13 wehrhafte Männer (7 Pflüge, 15 Fastnachtshühner)          |
| • 1537:                          | 17 Hübner, 10 Köttner, 8 Beisassen (39 landgräfliche Huben). |
| • 1575/85:                       | 30 Hausgesesse                                               |
| • 1639:                          | 13 verheiratete, zwei verwitwete, ein lediger Hausgesess     |
| • 1742:                          | 51 Häuser                                                    |
| • 1747:                          | 55 Hausgesesse                                               |

| Caßdorf: Einwohnerzahlen von 1834 bis 2015 | Caßdorf: Einwohnerzahlen von 1834 bis 2015 | Caßdorf: Einwohnerzahlen von 1834 bis 2015 | Caßdorf: Einwohnerzahlen von 1834 bis 2015 | Caßdorf: Einwohnerzahlen von 1834 bis 2015 |
| --- | ------------------------------------------ | ------------------------------------------ | ------------------------------------------ | ------------------------------------------ |
| Jahr |                                            |                                            |                                            | Einwohner                                  |
| 1834 | 1834                                       |                                            | 460                                        | 460                                        |
| 1840 | 1840                                       |                                            | 466                                        | 466                                        |
| 1846 | 1846                                       |                                            | 482                                        | 482                                        |
| 1852 | 1852                                       |                                            | 499                                        | 499                                        |
| 1858 | 1858                                       |                                            | 494                                        | 494                                        |
| 1864 | 1864                                       |                                            | 499                                        | 499                                        |
| 1871 | 1871                                       |                                            | 477                                        | 477                                        |
| 1875 | 1875                                       |                                            | 467                                        | 467                                        |
| 1885 | 1885                                       |                                            | 486                                        | 486                                        |
| 1895 | 1895                                       |                                            | 509                                        | 509                                        |
| 1905 | 1905                                       |                                            | 536                                        | 536                                        |
| 1910 | 1910                                       |                                            | 541                                        | 541                                        |
| 1925 | 1925                                       |                                            | 609                                        | 609                                        |
| 1939 | 1939                                       |                                            | 579                                        | 579                                        |
| 1946 | 1946                                       |                                            | 1.021                                      | 1.021                                      |
| 1950 | 1950                                       |                                            | 959                                        | 959                                        |
| 1956 | 1956                                       |                                            | 797                                        | 797                                        |
| 1961 | 1961                                       |                                            | 759                                        | 759                                        |
| 1967 | 1967                                       |                                            | 771                                        | 771                                        |
| 1980 | 1980                                       |                                            | ?                                          | ?                                          |
| 1990 | 1990                                       |                                            | ?                                          | ?                                          |
| 2000 | 2000                                       |                                            | ?                                          | ?                                          |
| 2011 | 2011                                       |                                            | 555                                        | 555                                        |
| 2015 | 2015                                       |                                            | 593                                        | 593                                        |
| Datenquelle: Historisches Gemeindeverzeichnis für Hessen: Die Bevölkerung der Gemeinden 1834 bis 1967. Wiesbaden: Hessisches Statistisches Landesamt, 1968. Weitere Quellen: ; Zensus 2011; Stadt Homberg (Efze) |                                            |                                            |                                            |                                            |

### Historische Religionszugehörigkeit
| Quelle: Historisches Ortslexikon | |
| • 1861:                          | 491 evangelisch-reformierte, drei andere Einwohner                                                                      |
| • 1885:                          | 484 evangelische (= 99,59 %), ein katholischer (= 0,21 %), ein anderes christliche-konfessioneller (= 0,21 %) Einwohner |
| • 1961:                          | 633 evangelische (= 83,40 %), 119 katholische (= 15,68 %) Einwohner                                                     |

### Historische Erwerbstätigkeit
| • 1961: | Erwerbspersonen: 140 Land- und Forstwirtschaft, 164 Produzierendes Gewerbe, 43 Handel und Verkehr, 38 Dienstleistungen und Sonstiges. |

## Politik
Für Caßdorf besteht ein Ortsbezirk (Gebiete der ehemaligen Gemeinde Caßdorf) mit Ortsbeirat und Ortsvorsteher nach der Hessischen Gemeindeordnung. Der Ortsbeirat besteht aus neun Mitgliedern.
Bei den Kommunalwahlen in Hessen 2021 betrug die Wahlbeteiligung zum Ortsbeirat Caßdorf 42,12 %. Alle Kandidaten gehörten der „Freien Wählergemeinschaft Caßdorf“ an. Der Ortsbeirat wählte Sören Peppler zum Ortsvorsteher.

## Infrastruktur
Im Caßdorf gibt es
- einen Kindergarten der Arbeiterwohlfahrt
- einen Spielplatz
- einen Sportplatz mit Schießstand
- ein Dorfgemeinschaftshaus
- eine evangelische Kirche
- eine Freiwillige Feuerwehr